# Джиержи Топия
Георгий (Джиержи) Топия (ум. 1392) — правитель княжества Албания (1388—1392). Старший сын Карла Топия и Воиславы Балшич (дочери князя Зеты Балши I Балшича).

## Биография
В январе 1388 года, после смерти своего отца Карла, Георгий Топия унаследовал титул правителя Албании.
В 1392 году Георгий Топия сдал город-порт Дуррес (Дураццо) Венецианской республике. Позднее в том же году он скончался.
Его женой была Теодора Бранкович, дочь севастократора Бранко Младеновича, родоначальника рода Бранковичей.